# Francourville

Francourville este o comună în departamentul Eure-et-Loir, Franța. În 2009 avea o populație de 769 de locuitori.